# Balanus hoekianus
Balanus hoekianus är en kräftdjursart. Balanus hoekianus ingår i släktet Balanus och familjen havstulpaner. Inga underarter finns listade i Catalogue of Life.